# ハディントン山
ハディントン山(Mount Haddington)は、南極のジェイムズ・ロス島にある標高1630mの楯状火山である。幅60kmで、歴史上何度も氷底噴火を起こし、多くのトゥヤを形成している。これまでの噴火のいくつかは、通常のサイズの火山の噴火よりも大きかった。古い噴火による海岸線は、火山の周りの至る所で見られ、深く浸食されている。ハディントン山は、ジェイムズ・ロス島の最高峰である。